# نیت (پرتال وب)
نِیت (کره‌ای: 네이트؛ انگلیسی: Nate) یک پرتال وب کره جنوبی توسعه یافته توسط ارتباطات اس‌کی است. نیت در سال ۲۰۰۳، صاحب سایت رسانه اجتماعی سای‌ورلد شد و در سال ۲۰۰۴ با مجموع بازدید ۳٫۸ میلیون صفحه محلی، به جایگاه اول دست یافت و برای اولین بار از رقیبش داوم پیشی گرفت.